# Протагор (лунный кратер)
Кратер Протагор (лат. Protagoras) — небольшой ударный кратер в центральной части Моря Холода на видимой стороне Луны. Название присвоено в честь древнегреческого философа Протагора (ок. 490 — ок. 420 до н. э.) и утверждено Международным астрономическим союзом в 1935 г. Образование кратера относится к раннеимбрийскому периоду.

## Описание кратера
Ближайшими соседями кратера являются кратер Архит на севере-северо-западе; кратер Шипшенкс на северо-востоке и кратер Аристотель на юго-востоке. На юго-западе от кратера располагается борозда Архита и далее горы Альпы. Селенографические координаты центра кратера 56°01′ с. ш. 7°20′ в. д. / 56,02° с. ш. 7,34° в. д., диаметр 21,1 км, глубина 2600 м.
Кратер Протагор имеет полигональную форму и практически не разрушен. Вал с четко очерченной кромкой, в юго-западной части имеет понижение. Высота вала над окружающей местностью достигает 800 м, объем кратера составляет приблизительно 270 км³.  Дно чаши пересеченное, в западной части чаши находятся несколько хребтов параллельных валу кратера.

## Сателлитные кратеры
| Протагор | Координаты                                          | Диаметр, км |
| -------- | --------------------------------------------------- | ----------- |
| B        | 56°26′ с. ш. 5°40′ в. д. / 56,43° с. ш. 5,67° в. д. | 4,4         |
| E        | 49°32′ с. ш. 0°32′ в. д. / 49,53° с. ш. 0,54° в. д. | 5,8         |

## См.также
- Список кратеров на Луне
- Лунный кратер
- Морфологический каталог кратеров Луны
- Планетная номенклатура
- Селенография
- Минералогия Луны
- Геология Луны
- Поздняя тяжёлая бомбардировка